# Sandro Grande
Sandro Grande (ur. 22 września 1977 w Montrealu) – kanadyjski piłkarz, grający w FK Sūduva. Występuje na pozycji pomocnika.